# Liste der Museen im Bezirk Lienz
Die Liste der Museen im Bezirk Lienz  gibt einen Überblick über aktuelle und ehemalige Museen im Bezirk Lienz in Tirol, der den Landesteil Osttirol bildet.

## Aktuelle Museen
| Gemeinde                | Name                                        | Kurzbeschreibung | gegründet/ eröffnet | Träger                                     | Standort                | Bild           | Link |
| ----------------------- | ------------------------------------------- | --- | ------------------- | ------------------------------------------ | ----------------------- | -------------- | ---- |
| Abfaltersbach           | Hafnereimuseum Steger                       | Das Museum in einem im ehemaligen Hafnereibetrieb dokumentiert das Hafnereiwesen bis ins 20. Jahrhundert und zeigt Arbeitsgeräte, keramische Werkstücke und eine rekonstruierte Glasurmühle. | 1994                | Gemeinde Abfaltersbach                     | Hafnerei Steger         | weitere Bilder |      |
| Assling                 | Archäologieraum Assling                     | Das Museum im Gemeindeamt zeigt Ausgrabungsfunde aus dem Gemeindegebiet von Assling sowie Kunstschätze aus Eisen und Keramik des Hoch- und Frühmittelalters. | 1996                | Gemeinde Assling                           | Unterassling            |                |      |
| Assling                 | Vitalpinum                                  | Die museale Gartenanlage präsentiert alpine Flora, insbesondere Heilkräuter, und lässt ihre Extrakte mit allen Sinnen erleben. In dem Museumsgebäude wird die Geschichte der Ersten Tiroler Latschenölbrennerei vorgestellt, dort befindet sich auch eine Schaubrennerei. | 2009                |                                            | Thal-Aue                | weitere Bilder |      |
| Außervillgraten         | Hofensemble Wurzerhof                       | Das Ensemble umfasst eine Machlkammer mit Werkzeug, eine alte Schmiede mit Esse, einen Backofen, ein Waschhaus mit Selche und ein Dreifachmühle-Sägewerk. | 2000                | privat                                     | Winkeltal               | weitere Bilder |      |
| Dölsach                 | Museum Aguntum                              | Das Museum und der Archäologische Park dokumentieren Geschichte, Kultur und Alltagsleben in Aguntum, einer wohlhabenden Handelsstadt in der römischen Provinz. Das Museum zeigt Ausgrabungsfunde aus Aguntum zu den Themen Verwaltung, Kultur, Religion, Schmuck, Handwerk und Kunst. Kunst. Das Ausgrabungsgelände mit Ruinen von Stadtmauer, Atriumhaus, Therme, Handwerkerviertel und Macellum ist als Freilichtmuseum zugänglich. | 2005                | Verein Curatorium pro Agunto               | Aguntum                 | weitere Bilder |      |
| Heinfels                | Museum Burg Heinfels                        | In den zu besichtigenden Burgkammern der Burg Heinfels wird mit Burgmodellen, Film- und Audiostationen, Fotografien, originalen Objekten und Animationen die Geschichte der Burg dokumentiert. In Vitrinen sind Kleinfunde der archäologischen Grabungen auf dem Burggelände ausgestellt, in der Burgkapelle liturgische Gefäße. | 2020                |                                            | Burg Heinfels           | weitere Bilder |      |
| Innervillgraten         | Freilichtmuseum Wegelate Säge               | Das Gebäudeensemble des Museums umfasst eine wasserbetriebene Säge am Oberlauf des Villgratenbachs, eine Lodenstampfe zum Stampfen und Walken von Schafwolle, eine Lüftermühle, von der mit Wasserkraft und einer Transmission eine Materialseilbahn betrieben wurde, und ein hierher translozierter alpiner Einhof. | 1993                | Villgrater Heimatpflegeverein              | Lahnberg                | weitere Bilder |      |
| Kals am Großglockner    | Kalser Glocknerhaus                         | Das Museum dokumentiert die Geschichte und Entwicklung der Region um den Großglockner mit den Themenbereichen Besiedelung, Tiere und Pflanzen des Hochgebirges, bäuerliches Leben und Arbeiten im Hochgebirge (Arbeitsgeräte, Volksfrömmigkeit, Bräuche, Kunsthandwerk), Alpinismus und hochalpiner Tourismus (Bergrettung, Schutzhütten), Mineralienausstellung.                                                                     | 2000                | Gemeinde Kals am Großglockner              | Ködnitz                 |                |      |
| Kals am Großglockner    | Kalser Stockmühlen                          | Das Freilichtmuseum umfasst die sieben (von über 50) erhalten gebliebenen und restaurierten Stockmühlen entlang des Kalser- bzw. Dorferbaches. Stockmühlen sind Horizontalrad-Wassermühlen, die aufgrund ihres einfachen Funktionsprinzip von den Bauern ohne Hinzuziehen eines Spezialisten errichtet werden konnten und sie unabhängig von den zentralen Mühlen der Grundherren machten.                                            | 2012                | Kalser Mühlenverein                        | Großdorf                | weitere Bilder |      |
| Lavant                  | Archäologische Schausammlung Lavant         | Das Museum am Fuß des Kirchbichl dokumentiert die Geschichte des Kirchbichl und zeigt Funde aus der spätantiken Siedlung des 3.–6. Jahrhunderts n. Chr. auf dem Hügel, darunter Schmuck, Münzen, Fibeln, Werkzeug, Hausrat, Keramik und Waffen. | 1996                | Gemeinde Lavant                            | Kirchbichl              |                |      |
| Lienz                   | Eisenbahnmuseum Südbahn Heizhaus            | Das Museum in dem denkmalgeschützten ehemaligen Lokschuppen (Listeneintrag) zeigt Dampf-, Elektro- und Diesellokomotiven, Waggone, Signalanlagen, technische Gerätschaften sowie historische Fotografien und Pläne. Es verfügt auch über umfassendes Archiv sowie eine Bibliothek über Eisenbahnliteratur. | 2014                | Verein der Eisenbahnfreunde in Lienz       | Bahnhof Lienz           | weitere Bilder |      |
| Lienz                   | Kosakenmuseum Lienz                         | Das Museum informiert über Volkskultur und Herkunft der Kosaken und dokumentiert die Lienzer Kosakentragödie. | 2021                |                                            | Hauptplatz              |                |      |
| Lienz                   | Museum der Stadt Lienz Museum Schloss Bruck | Das Museum zeigt in seiner Ausstellung vor allem eine Sammlung von Werken des aus Lienz stammenden Malers Albin Egger-Lienz (1868–1926). Ergänzt wird sie durch wechselnde Sonderausstellungen zu Themen aus Kunst, Kultur und Geschichte der Region. | 2000                | Stadtgemeinde Lienz                        | Schloss Bruck           | weitere Bilder |      |
| Matrei in Osttirol      | Klaubaufmuseum im Bäckenstadl               | Das im Stadl eines ehemaligen Bäckereibetriebs untergebrachte Museum dokumentiert die historische Entwicklung des Matreier Klaubaufbrauchtums bis zur Gegenwart. Es zeigt rund 230 gefasste Holzlarven von mehr als 30 Schnitzern, darunter Exemplare von Cyprian Raffler (1840–1907), historische und aktuelle Fotografien, Skizzen und Gemälde sowie Klaubauf-Felle und Ledergurte mit Glocken.                                     | 2016                |                                            | Hintermarkt             |                |      |
| Matrei in Osttirol      | Nationalparkhaus Matrei in Osttirol         | Das in einem alten Schulgebäude eingerichtete Informationszentrum des Nationalparks Hohe Tauern dokumentiert natur- und kulturkundliche Besonderheiten aus der Osttiroler Region der Hohen Tauern, darunter Almleben, Gletscher, Fauna und Flora. | 2002                | Nationalparkrat Hohe Tauern                | Kirchplatz              | weitere Bilder |      |
| Oberlienz               | Freilichtmuseum Oberlienz                   | Das Museum umfasst sieben Gebäude, die hierher tranzloziert und entlang des Schleinitzbach aufgestellt wurden. Der Schwerpunkt liegt auf technik- und wirtschaftsgeschichtlichen Aspekten. | 1964                | Gemeinde Oberlienz                         | Schleinitzgraben        | weitere Bilder |      |
| Obertilliach            | Kutschen- und Heimatmuseum Obertilliach     | Das Museum zeigt eine Kutschen- und Schlittensammlung aus mehreren Zeitepochen von bäuerlichen Handwerksgefährten über Hochzeitskutschen bis zum Leichenwagen. | 2006                | Kutschen- und Heimatmuseumsverein Osttirol | Lugger-Stadel           |                |      |
| Sillian                 | Foto-Film-Kino                              | Das Kinomuseum erinnert an die von 1936 bis 1989 betriebenen Grenzlichtspiele Sillian und zeigt Vorführmaschinen aus dem ersten Drittel des 20. Jahrhunderts und dazugehörende Utensilien, unter anderem einen Filmschneidetisch, Filmrollen, originale Filmplakate und Ankündigungsfolder. | 2021                | Kutschen- und Heimatmuseumsverein Osttirol | ehemalige Große Kaserne |                |      |
| St. Jakob in Defereggen | Erlebnis Zirbe                              | Das Museum im 1627 errichteten Handel- oder Knappenhaus dokumentiert Entstehung, Verbreitung und Nutzung der Zirbe, eines Nadelbaums aus der Familie der Kieferngewächse, dessen größter zusammenhängender Wald der Ostalpen, der Oberhauser Zirbenwald, sich im Defereggental, befindet. | 1997                | Nationalpark Hohe Tauern Tirol             | Unterrotte              | weitere Bilder |      |
| St. Jakob in Defereggen | Talschaftsmuseum Zeitreise Defereggen       | Das Museum zeigt archäologische Funde aus der Mittleren Steinzeit vom Hirschbühel und dokumentiert den Bergbau in der Region, die Kirchen- und Dorfgeschichte, die Fischerei und die Handelsgeschichte. | 2001                | Gemeinde St. Jakob in Defereggen           | Unterrotte              |                |      |
| Thurn                   | Kammerlanderhof                             | Das Museum in einem bäuerlichen Wohnhaus aus dem 16. Jahrhundert zeigt eingerichteten Räume (Rauchkuchl, Schlafkammer, Vorratsräume) und dokumentiert historisches bäuerliches Handwerk wie Schuster, Zimmermann und Tischler mit ihren alten Werkzeugen. | 2003                |                                            | Oberdorf                |                |      |

## Ehemalige Museen
| Gemeinde                   | Name                   | Kurzbeschreibung | gegründet/ eröffnet | geschlossen/ aufgelöst | Träger                          | Standort      | Bild           | Link |
| -------------------------- | ---------------------- | --- | ------------------- | ---------------------- | ------------------------------- | ------------- | -------------- | ---- |
| Anras                      | Museum Schloss Anras   | Das seit 1997 als Museum genutzte Schloss zeigte unter anderem eine Dauerausstellung von Paul Flora und umfasste auch ein geschichtsbezogenes Gerichtsmuseum. | 1997                | 2014                   |                                 | Schloss Anras | weitere Bilder |      |
| Kals am Großglockner       | Heimatmuseum Kals      | Das Museum zeigte eine Rauchkuchl mit angebauter Wohnstube, bäuerliche Handwerks- und Gebrauchsgegenstände, Bekleidung, Volksfrömmigkeit, Bräuche im Tal, Ausrüstungsgegenstände der Glocknerführer, Musikinstrumente, eine Münzsammlung und eine Fotodokumentation.    | 1974                |                        | Gemeinde Kals am Großglockner   | Ködnitz       |                |      |
| Matrei in Osttirol         | Heimatmuseum Medaria   | Das Museum zeigte unter anderem landwirtschaftliche Geräte, hauswirtschaftliche Gebrauchsgegenstände, Funde aus der Römerzeit, Klaubauf-Masken, Hinterglasbilder, eine Mineraliensammlung aus den Hohen Tauern und eine Fotosammlung.                                   | 1969                | 2020                   | Heimatkundlicher Verein Medaria | Rathaus       |                |      |
| Prägraten am Großvenediger | Heimatmuseum Oberbichl | Das Museum in der Rauchküche des aus dem 13./14. Jahrhundert stammenden Oberbichlerhofes zeigte bäuerliche Arbeitsgeräte, Bräuche im Jahreswandel, sakrale Kunst, Gegenstände aus den Napoleonischen Kriegen und einen Schmelzofen vom ehemaligen Kupferbergwerk Sajat. |                     | 2021                   |                                 | Bichl         |                |      |